# Ilha do Leite
Ilha do Leite é um bairro do Recife, Pernambuco Integra a RPA 1
Localiza às margens do Rio Capibaribe. O bairro faz limites com Paissandu, Boa Vista e Coelhos. Tendo como limitante de área o Rio Capibaribe, limita-se com Ilha Joana Bezerra. Predominantemente comercial, nele encontra-se o Polo Médico do Recife, onde estão localizados alguns dos maiores hospitais particulares da capital pernambucana, além de várias clínicas médicas e escritórios empresariais, o que faz com que seu trânsito de veículos seja intenso.
Na ilha do leite há uma capela centenária dedicada a Nossa Senhora da Saúde.

## Logradouros
Os principais logradouros da Ilha do Leite são:
- Rua Francisco Alves
- Rua Frei Matias Teves
- Rua Estado de Israel
- Rua General Joaquim Inácio
- Praça Miguel de Cervantes
- Avenida Agamenon Magalhães

## Edificações
Na Ilha do Leite se encontram:
- Audi Tech Aparelhos Auditivos
- Hospital Esperança[5]
- Hospital de Olhos de Pernambuco (HOPE)[5]
- SOS Mãos LTDA
- ITORK - Instituto de Traumatologia e Ortopedia Romeu Krause

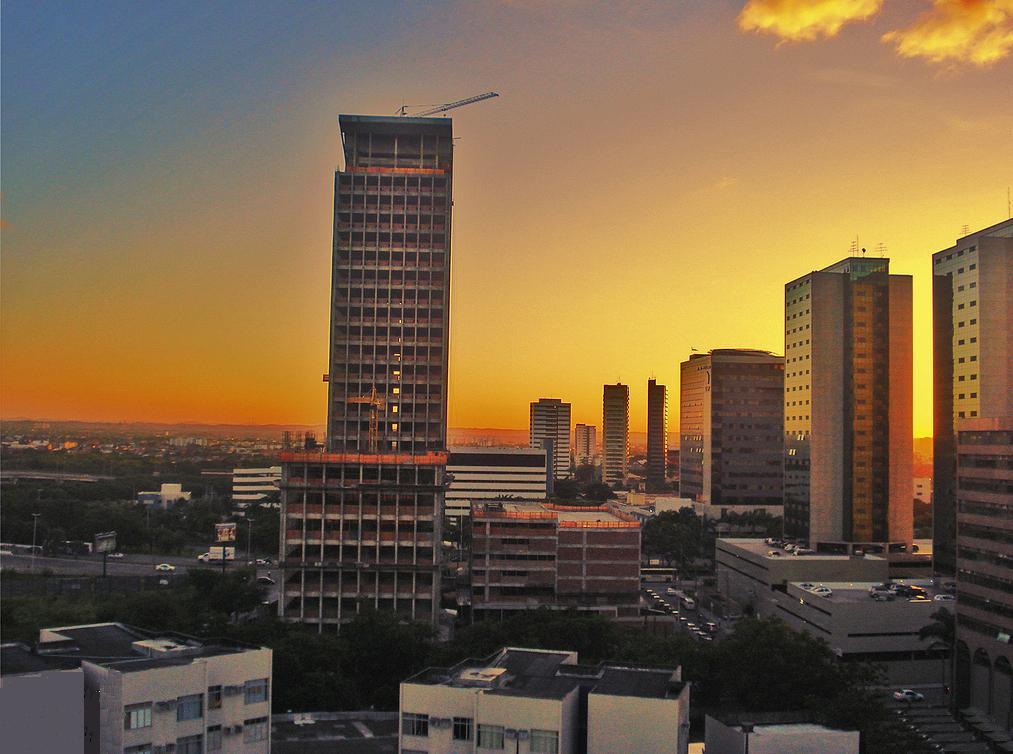
Bairro da Ilha do Leite.

- Revista Medzine
- CK Consultores Associados
- Centro Hospitalar Albert Sabin
- Hospital Ilha do Leite[5]
- Hospital Unimed Recife
- Citibank de Recife
- Empresarial Thomas Eddison
- Empresarial Isaac Newton
- Empresarial Alfred Nobel
- Empresarial Albert Einstein[5]
- ThoughtWorks
- Capela Nossa Senhora da Saúde

## Escolas
Há no bairro as seguintes instituições escolares:
- Escola Municipal Reitor João Alfredo[5].
- Escola Poeta Manuel Bandeira.

## Demografia
A Ilha do Leite possui uma área de 26 hectares, com uma população de 1.007 habitantes.{{Nota de rodapé|Censo demográfico de 2010, disponível em IBGE